# خانواده آدامز ۲
خانواده آدامز ۲ (به انگلیسی: The Addams Family 2) یک فیلم جاده‌ای پویانمایی رایانه‌ای در ژانر کمدی سیاه به کارگردانی گرگ تیرنان و کنراد ورنون، و نوشته شده توسط دن هرناندز، بنجی سامیت، بن کویین و سوزانا فوگل است، که بر اساس خانواده آدامز ایجاد شده توسط چارلز آدامز تولید شده‌است. این فیلم قسمت دوم نسخهٔ ۲۰۱۹ آن بوده و برخی از بازیگران آن اسکار آیزاک، شارلیز ترون، کلویی گریس مورتس، نیک کرول، جیوون والتون، اسنوپ داگ، بت میدلر و بیل هیدر می‌باشند.
این فیلم در ۱ اکتبر ۲۰۲۱ به صورت سینمایی در ایالات متحده توسط یونایتد آرتیستس و در سطح بین‌المللی توسط یونیورسال پیکچرز منتشر شد. این فیلم همچنین به دلیل دنیاگیری کووید-۱۹ و افزایش موارد سویهٔ دلتای سارس کووید ۲، برای اجاره آنلاین در همان روز در ایالات متحده و کانادا در دسترس قرار گرفت. این فیلم به اندازه فیلم قبلی خود موفق نبود و به‌طور کلی نقدهای منفی از سوی منتقدان دریافت کرد که از طنز و داستان آن انتقاد کردند.

## طرح داستان
گومز، مورتیشیا و بقیه اعضای خانوادهٔ آدامز در تلاش برای نزدیک‌تر شدن به عنوان یک خانواده، یک سفر جاده‌ای ماجراجویانه را در یک کمپینگ وحشتناک و هولناک آغاز می‌کنند.

## بازیگران
- اسکار آیزاک در نقش گومز آدامز، شوهر مورتیشیا.
- شارلیز ترون در نقش مورتیشیا آدامز، همسر گومز.
- کلویی گریس مورتس در نقش ونزدی آدامز، دختر گومز و مورتیشیا.
- نیک کرول در نقش عمو فستر، برادر گومز.
- جیوون والتون در نقش پاگزلی آدامز، پسر گومز و مورتیشیا. او قبلاً توسط فین ولفهارد در اولین فیلم صداگذاری شده بود.
- بت میدلر در نقش مادر بزرگ آدامز، مادر گومز و فستر.
- کنراد ورنن در نقش:
  - لرچ، ساقی خانواده آدامز.
  - روحی که خانه آدامز را تسخیر می‌کند
- اسنوپ داگ در نقش پسر عمو ایت، پسر عموی مویی گومز و فستر.
- بیل هیدر در نقش سایرس استرنج، دانشمند.
- والاس شاون در نقش آقای مصطلا، وکیل سایرس.
- وین نایت در نقش دکتر روپرت کرویدز، داور نمایشگاه علمی دوره راهنمایی.
- مارتین شورت در نقش پدربزرگ فروپ، پدر فقید مورتیشیا که با او از طریق احضار روح تماس می‌گیرد.
- کاترین اوهارا در نقش مادربزرگ فروپ، مادر فقید مورتیشیا که با او از طریق احضار روح تماس می‌گیرد.
- برایان سامر در نقش بیگ بد رانی
- گریفین برنز در نقش پسر دورکی
- کورتنی تیلور در نقش دختر در آب
- تد ایوانز در نقش پنگو
- شرمی لی در نقش اوفلیا

## بازخورد
در وبگاه جمع‌آوری نقد راتن تومیتوز، ٪۲۸ از ۱۱۲ بررسی منتقدان مثبت است و میانگینِ امتیاز آن ۴٫۶/۱۰ است. اجماع این وبگاه چنین می‌نویسد: «در مجموع زننده، و نه به روش خوبی.» این فیلم در متاکریتیک که از میانگین وزنی استفاده می‌کند، بر اساس نظر ۲۳ منتقدین امتیاز ۳۷ از ۱۰۰ را کسب کرده که نشان‌گر «نقدهای عموما نامطلوب» است.